# اتفاق جنيف الابتدائي الخاص بالبرنامج النووي الإيراني
في 24 نوفمبر، 2013، وُقع اتفاق نووي بين مجموعة 5+1 وإيران في جنيف بسويسرا. نص الاتفاق على تجميد قصير المدى للبرنامج النووي الإيراني في مقابل تخفيض للعقوبات الاقتصادية المفروضة على إيران، بينما تعمل البلدان الموقعة على اتفاق آخر طويل الأجل. جاء هذا الاتفاق ليحقق انفراجة في أزمة مستمرة لعدة سنوات بين إيران وبلدان غربية حول البرنامج النووي الإيراني، وهو الاتفاق الرسمي الأول بين إيران والولايات المتحدة منذ 34 عامًا.

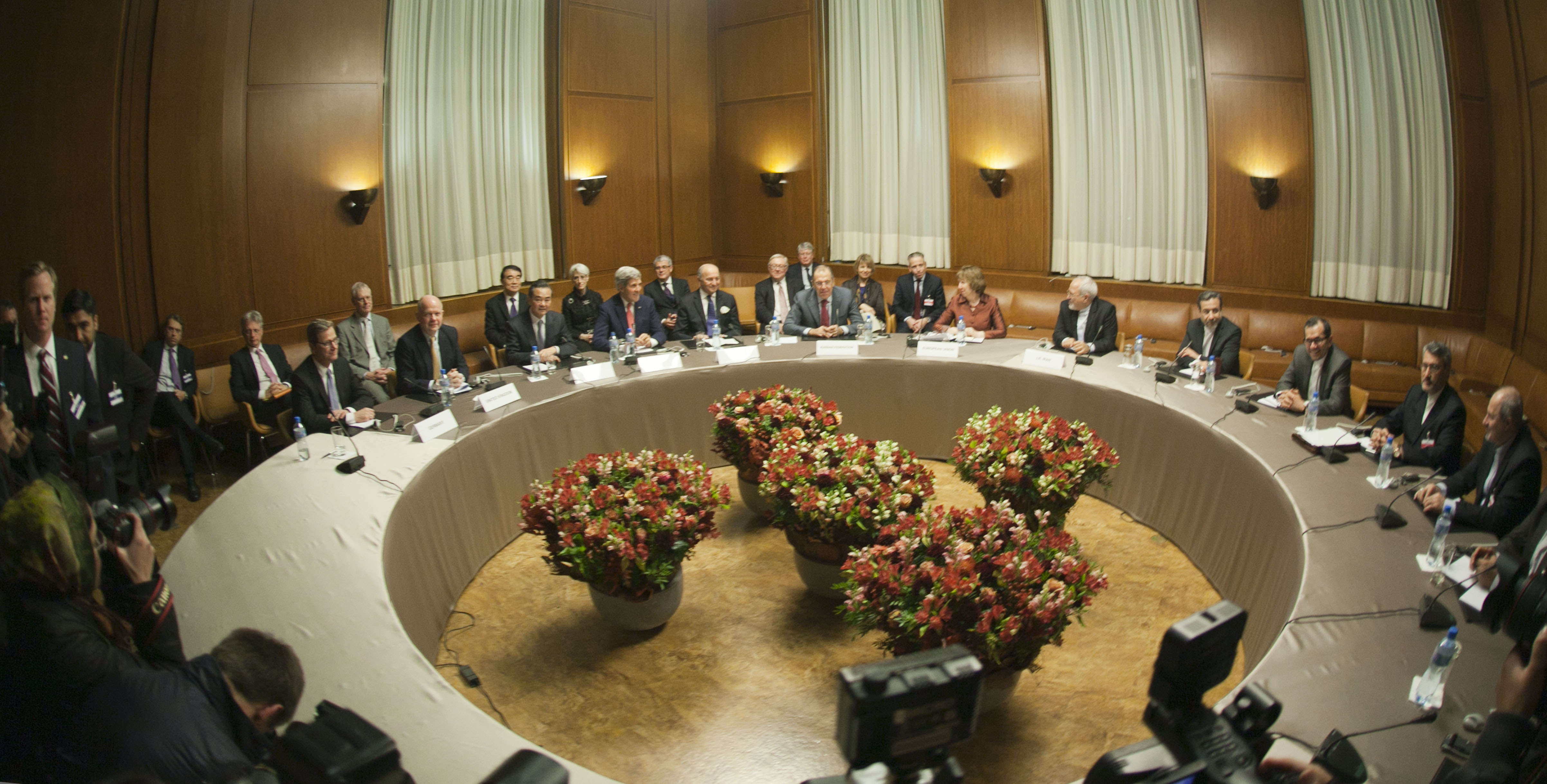
مجموعة خمسة زائد واحد والمفاوضون الإيرانيون والاتحاد الأوروبي يلتقون بالممثل السامي للاتحاد لشؤون السياسة الخارجية كاترين أشتون في جنيف.

نص الاتفاق على عدم إضافة أي عقوبات جديدة على إيران طوال الستة أشهر المقبلة، وتخفيف تدريجي للعقوبات المفروضة؛ والحرص على عدم خفض نسبة صادرات إيران إلى ما دون النسبة الحالية، وتحرير 400 مليون دولار من أموال إيران في الخارج وإزالة الحظر على شراء الذهب والمعادن الثمينة، وكذلك إزالة الحظر على صناعة السيارات والمواد البتروكيماوية وتصليح الطائرات المدنية الإيرانية في الخارج. في مقابل وقف تخصيب اليورانيوم بنسبة 5% وإبطال اليورانيوم المخصب بنسبة 5% إلى 20% وعدم إضافة أي جهاز للطرد المركزي في المنشآت النووية. في يناير 2014، تقرر تحرير 4.2 مليار دولار من الأموال الإيرانية المجمدة في الخارج على دفعات.
أمين عام الأمم المتحدة بان كي مون رحب بحرارة بالاتفاق. مدير الوكالة الدولية للطاقة الذرية يوكيا أمانو قال إن الاتفاق خطوة مهمة في إطار الاتفاق الذي أبرم بين الوكالة وإيران في 11 أكتوبر، والقاضي بزيادة زيارات المفتشين الدوليين إلى المنشآت النووية. الإيرانية واستجابة للاتفاق، أعلن الاتحاد الأوروبي تخفيضًا لعقوباته المفروضة على إيران ابتداءً من ديسمبر، بينما قال رئيس الوزراء الكندي أن بلاده ستحتفظ بالعقوبات إلى أن حين التوصل لاتفاق نهائي. قال وزير الخارجية الصيني إن الاتفاق «سيساعد مختلف الأطراف على التعامل بشكل عادي مع إيران مما سيساهم في تأمين حياة أفضل للإيرانيين». وأصدر مجلس الوزراء السعودي بيانًا جاء فيه أن هذا الاتفاق يمكن أن يمثل «خطوة أولية في اتجاه التوصل لحل شامل للبرنامج النووي الإيراني، فيما إذا أفضى إلى إزالة كافة أسلحة الدمار الشامل، وخصوصًا السلاح النووي في منطقة الشرق الأوسط والخليج العربي». رئيس الوزراء الإسرائيلي بنيامين نتنياهو قال «ما تحقق في جينف بالأمس ليس اتفاقًا تاريخيًا بل هو خطأ تاريخي»، وقال أيضًا «اليوم أصبح العالم مكانا أكثر خطورة لأن أخطر نظام في العالم اتخذ خطوة مهمة صوب الحصول على أخطر سلاح في العالم».

## وصلات خارجية
- الاتحاد الأوروبي يقرر تخفيض العقوبات على إيران  - ويكي أخبار